# Tatra

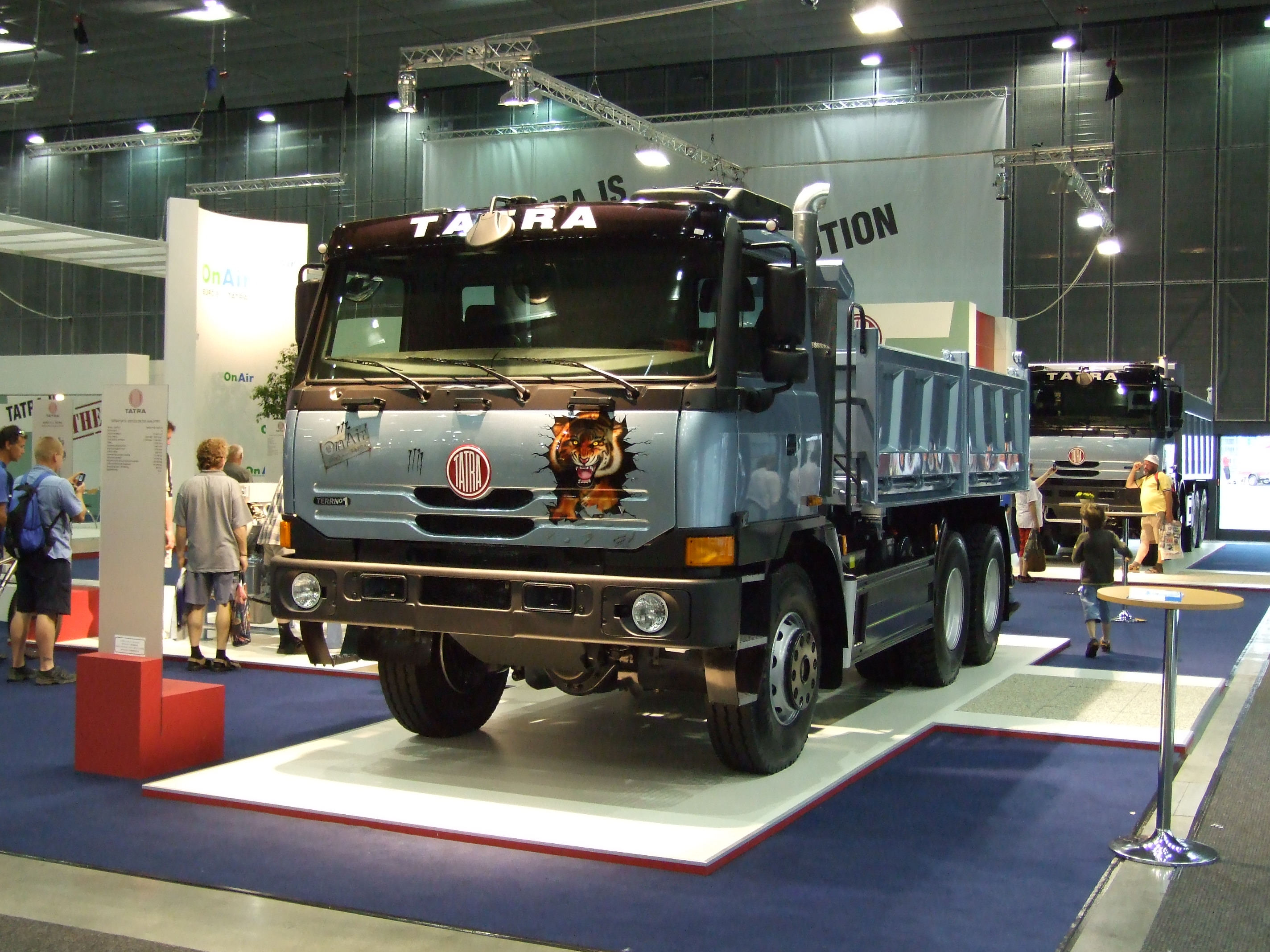
Modern Tatralastbil

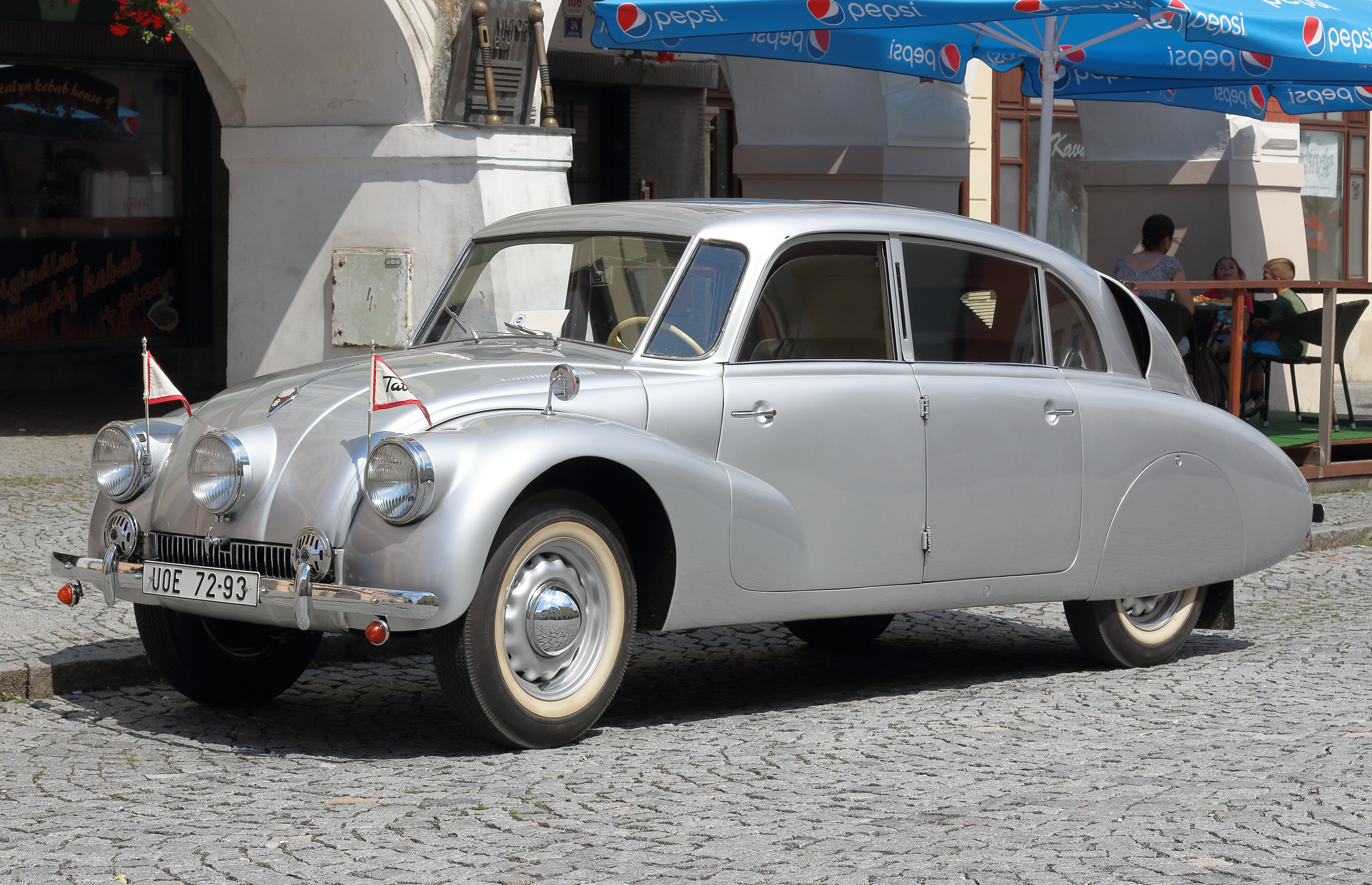
Tatra T87

Tatra är en tjeckisk tillverkare av lastbilar och militärfordon med huvudkontor i Kopřivnice. Tidigare tillverkades också personbilar samt spårvagnar och järnvägsfordon, men spårvagnstillverkningen bröts på 1950-talet ut i ett annat företag kallat ČKD Tatra. Tatras personbilsmodeller är kända för sina svansmotorkonstruktioner och aerodynamiska karosser, men tillverkningen av personbilar lades ned 1999.

## Historia

### Tatra grundas

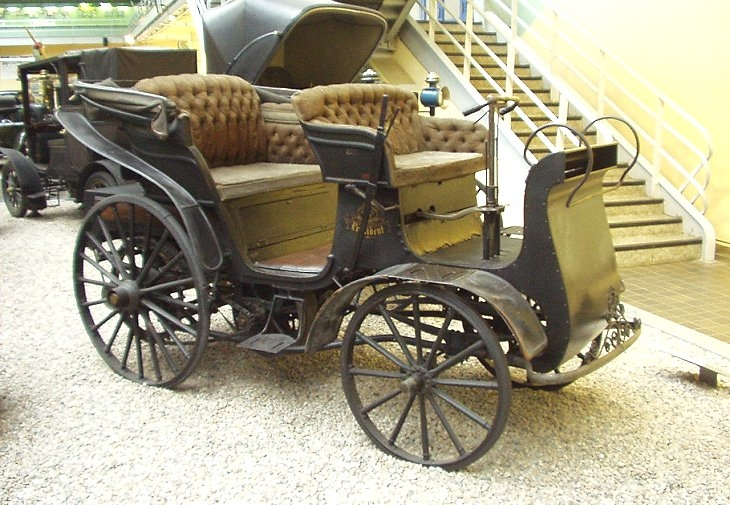
Nesseldorfer Präsident från 1897

Tatras historia går tillbaka till 1850 då Ignác Šustala startade tillverkning av vagnar och droskor i dåvarande Nesselsdorf i landsdelen Mähren i dåvarande Österrike-Ungern. Šustala grundade 1858 företaget Kutschenfabrik Ignaz Schustala & Comp. som 1891 blev Nesseldorfer Wagenfabrik tillsammans med Adolf Raschka och Karel Mosler. Fabriken tillverkade i början olika vagnar och droskor, och övergick sedan till motordrivna fordon. När järnvägen anslöts till Nesselsdorf 1881 började man även tillverka järnvägsvagnar och senare spårvagnar. 
Bland kunderna återfanns det preussiska hovet och man exporterade även till Ryssland och Galizien i nuvarande Polen. Verksamheten växte och man öppnade fabriker i Wien, Prag och Berlin. I och med att staden Nesseldorf blev Kopřivnice då Tjeckoslovakien bildades 1918 bytte Nesseldorfer Wagenbau-Fabriks-Gesellschaft år 1923 namn till Tatra efter Tatrabergen.

### Biltillverkningen startar
Tatra är en av världens äldsta biltillverkare. 1897 kom den första personbilen från företaget - Präsident och 1898 följde den första lastbilen. Bakom Präsident låg ingenjörerna Edmund Rumpler och Karl Sage. Tatra var då en av de verkliga pionjärerna i bilindustrin men skulle snart följas av bland andra Austro-Daimler och Gräf & Stift i Österrike. 
Hans Ledwinka var redan då med i företaget och räknas tillsammans med Ferdinand Porsche och Siegfried Marcus som Österrikes stora bidrag i bilindustrin. Ledwinka, som 1905 utsågs till chefskonstruktör, låg bakom modellen typ S 1906.

### Ledwinka skapar det moderna Tatra

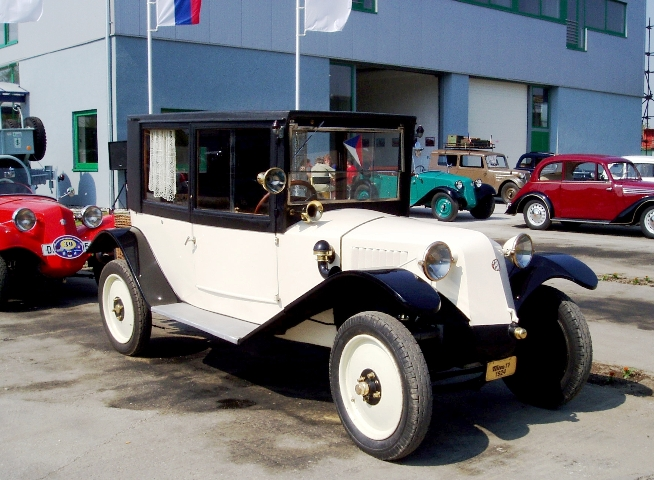
Tatra 11 (1923) utvecklades av Ledwinka.

Hans Ledwinka kom tillbaka till företaget i början av 1920-talet efter en period hos österrikiska Steyr. Då hade man också bytt namn på bilarna till Tatra efter att Tjeckoslovakien tagit vid efter Österrike-Ungerns sönderfall. Företaget bytte 1921 också namn till Tatra efter Tatrabergen. 1923 köptes företaget upp av Ringhofferverken och kom 1935 att integrerades helt i den nya koncernen Ringhoffer-Tatra. Under mellankrigstiden började Tatras tid som statsbil för den tjeckoslovakiska staten då Tomáš Masaryk började använda Tatra. Ledwinkas lansering av Tatra T11 är en milstolpe i företagets historia. 
Nästa milstolpe för Ledwinka och Tatra var Tatra T77 som kom 1934 där man helt gick in för aerodynamiken. Konstruktören Hans Ledwinka gjorde under sin långa karriär i företaget en rad innovativa konstruktioner och var skaparen av det som kännetecknar en modern Tatra med sin aerodynamiska kaross och svansmotor.  Erich Übelacker och Erich Ledwinka, son till Hans Ledwinka, var med och utvecklade T77, T77a, T87 och T97.

### Ringhoffer-Tatra

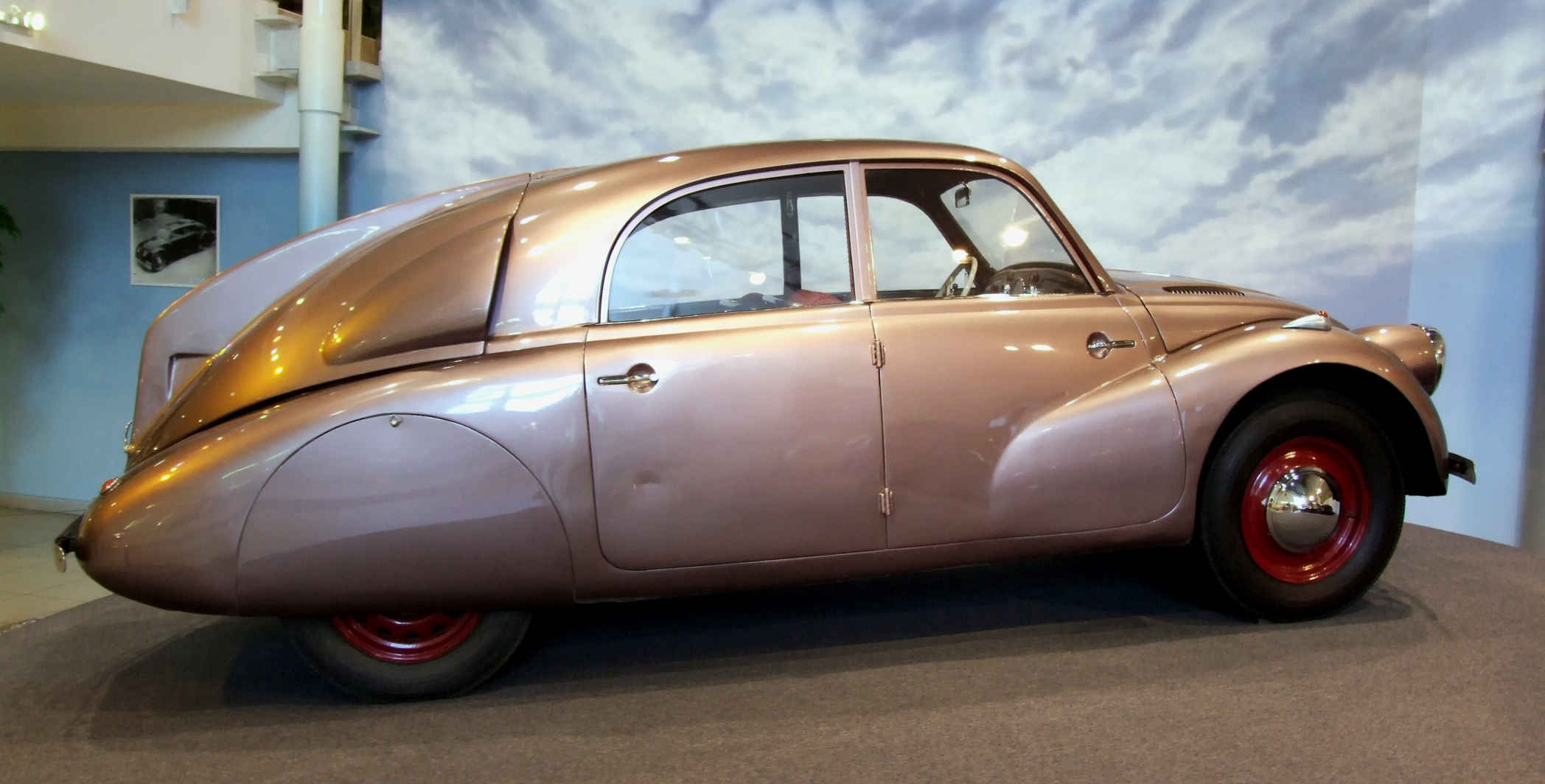
Tatra 97

1935 slogs Tatra ihop med Ringhofferverken och bildade koncernen Závody Ringhoffer-Tatra a.s. som vid grundandet var världens största producent av spårfordon. Den nya koncernen bestod av Tjeckoslovakiens större, tidigare självständiga, tillverkare av vagnar, lok och spårvagnar som Ringhofferkoncernen köpt upp. Företaget kom att ledas av familjen Ringhoffer, först Franz Ringhoffer och från 1940 av hans bror Hans Ringhoffer. Efter andra världskrigets slut förstatligades koncernen 1946 och Ringhoffer försvann från koncernens namn som nu blev Tatra som återigen splittrades till separata bolag. 
Samtidigt som Tatra gjorde framgångsrika personbilar växte betydelsen av lastbilstillverkningen. 1942 kom T 111 som precis som bilarna var luftkyld. Den tyska ockupationen av Tjeckien (Slovakien förvandlades till en lydstat) ledde till modellbegränsning och fram till 1941 kom bara T87 att tillverkas. När Ferdinand Porsche skapade Volkswagen Typ 1 inspirerades han av Ledwinka och Tatra. Ferdinand Porsches Volkswagen-konstruktion har stora likheter med Tatra 97. Efter kriget tvingades Volkswagen betala skadestånd till Tatra på 3 miljoner d-mark 1961 i en process som startat redan före andra världskrigets utbrott.

### Tatra 1945-1989

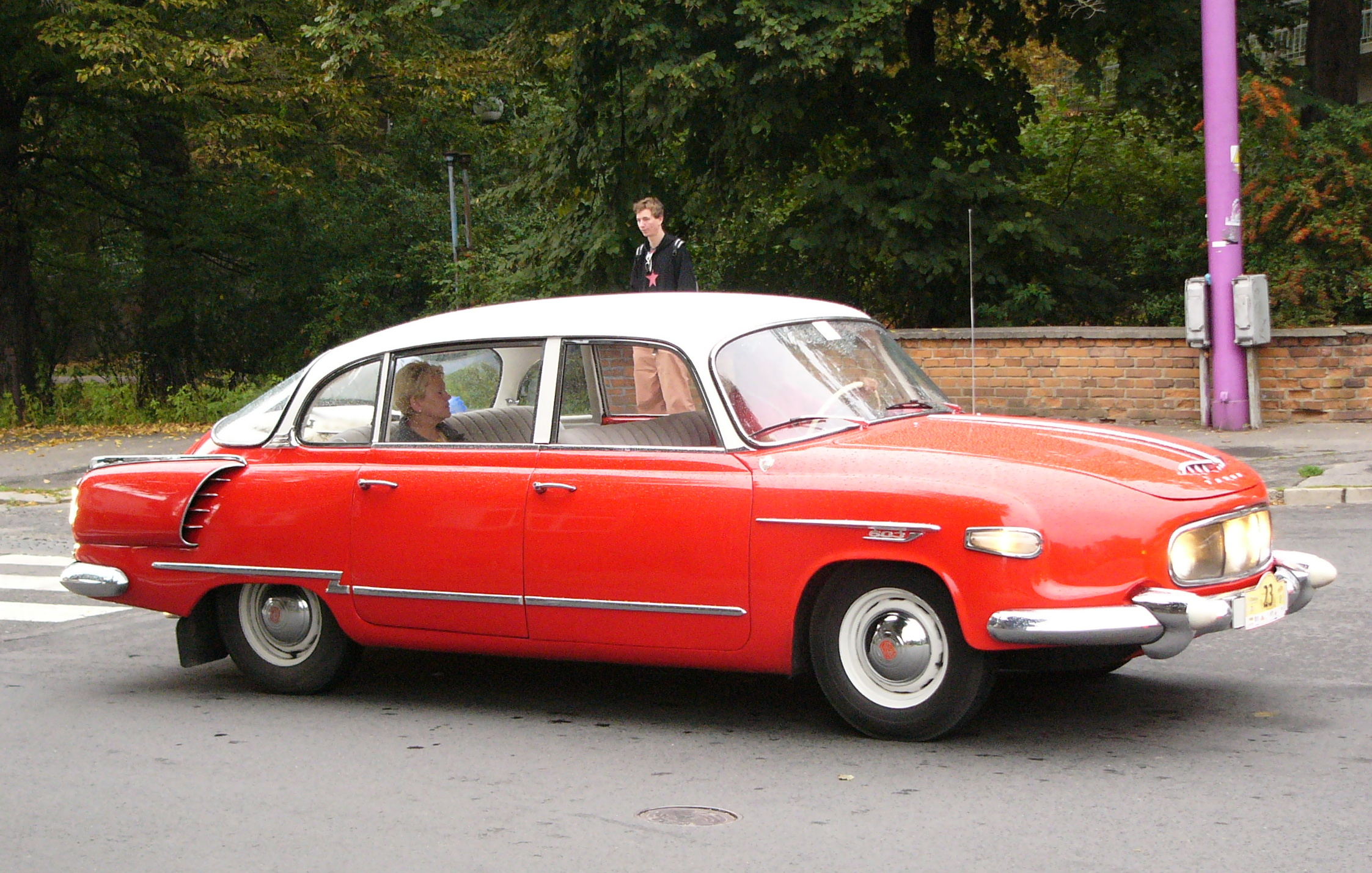
Tatra T603

1945 förstatligades Tatra av den tjeckoslovakiska staten. Man återupptog tillverkningen och 1948 kom en vidareutveckling av förkrigsmodellen Tatra 97. Tatraplan har blivit en klassisk modell och ibland kallas alla Tatra Tatraplan efter denna modell som symboliserades Tatras återstart. Namnet anspelar på planekonomins införande i Tjeckoslovakien och den aerodynamiska karossen. Under en period skedde tillverkning hos Škoda Auto efter direktiv från regimen. Under 1950-talet blev Tatra den tjeckoslovakiska kommunistregimens statsbil och tillverkades i fortsatt små upplagor. Hans Ledwinka hade dock efter kriget avsatts från sin post av regimen och bosatt sig i Västtyskland. Istället blev från 1948 Julius Mackerle den som utvecklade Tatra. Mackerle utvecklade motorerna för lastbilarna T 128 och T 138 och tog fram konceptet för Tatra 603:s V8:a.
En välkänd modell är Tatra 603 med luftkyld V8 bakmonterad, denna modell kom 1957. Då hade tillverkningen legat nere sedan 1954 och man hade koncentrerat sig på lastbilstillverkningen. 603:an kom att tillverkas fram till 1975. Tatra 603 såldes inte utan endast utvalda inom den tjeckoslovakiska staten fick den tilldelad. Tatra var även vanliga som taxibilar i Prag. Andra som valdes ut var statsmän ur östblocket och till exempel Fidel Castro ägde en Tatra T603. Totalt tillverkades 20 422 Tatra 603 under 20 år vilket gör modellen till Tatras mest tillverkade personbilsmodell.

### T613 - Tatras sista stora personbil

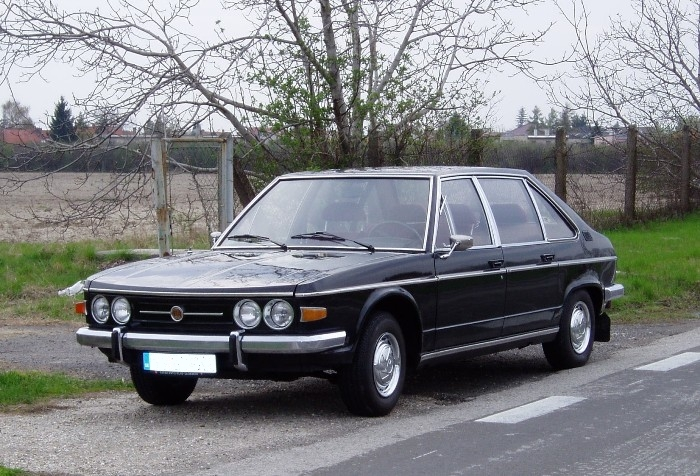
Tatra T613

Tatra T613 började tillverkas 1974 och blev företagets sista nya modell och man övergav samtidigt den strömlinjeformade designen som ända sedan 1930-talet varit typisk för Tatra. För designarbetet stod för första gången ett företag utanför Tatra - italienska Carrozzeria Vignale. Tatras senare personbilsmodeller har varit vidareutvecklingar av 613. Under 1980-talet kom modifierade versioner, bland annat med ny front. Modellen finns även i specialversioner som ambulans och landaulette. 613 kom att tillverkas fram till 1996 då den vidareutvecklades till Tatra 700.

### Tatra efter 1989

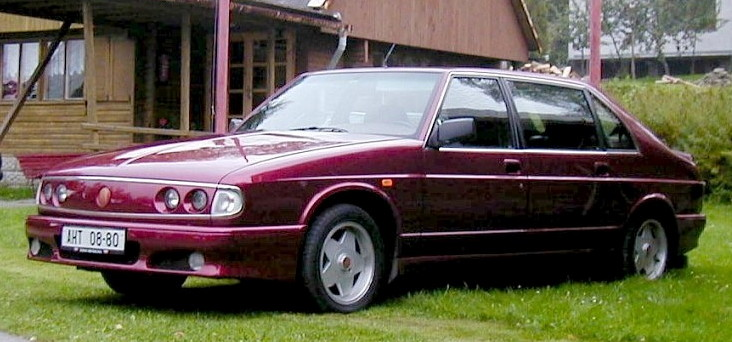
Tatra T 700 är den senast tillverkade personbilsmodellen från Tatra

Sammetsrevolutionen i Tjeckoslovakien förde med sig att Tatra ställdes inför en rad nya situationer. 1992 privatiserades Tatra. Under 1990-talet försökte Tatra att anpassa sig efter den nya tiden men hade svårt att klara konkurrensen från västmärken (BMW, Mercedes-Benz med flera) som tog över lyxbilsmarknaden helt. Man hade inga återförsäljarnät i Tjeckien då detta inte behövts under den gamla tiden och man hade aldrig haft det i väst. Detsamma gällde lastbilstillverkningen som fick hård konkurrens på hemmamarknaden och vikande produktionssiffror. Tidigare arbetade 16 000 vid Tatra och idag är antalet anställda 3 700.
T613 vidareutvecklades till Tatra T700, som blev företagets sista personbil och tillverkades i cirka 80 exemplar 1996-1999. Den tjeckiska regeringen beställde 100 exemplar av fordonet, en viktig förutsättning för dess tillverkning, om den uppfyllde moderna krav. Den nya modellen 700 presenterades i december 1995 för regeringsföreträdare och 1996 var de första serieexemplaren klara men den tjeckiska regeringen fullföljde inte sin beställning. Modellen kunde inte uppfylla utsläppskrav trots modern insprutning och katalysator varpå Tatra lade ner tillverkningen 1999.

## Tatra idag
Biltillverkningens små upplagor kompenserades delvis av lastbilsproduktion som alltjämt lever kvar. Stora delar av produktionen görs för militären. Man hade under 1990-talet stora problem med misslyckade satsningar och en vikande marknad som ledde till stora skulder. Sanering med hjälp av den tjeckiska staten har rätat upp företaget och Tatra ingick 2003-2006 i amerikanska Terex och formerade sig ibland som Terex-Tatra. Viktiga marknader är Östeuropa, Ryssland och Indien. Sedan 2011 äger Paccar-ägda  DAF 19 procent av Tatra.
På den viktiga indiska marknaden hade Tatra tidigare ett samarbete (samriskföretag) med brittiska Vectra Group. 2009 bytte Vectra partner till ryska Kamaz. Tatra har levererat militärlastbilar till Indiens försvarsmakt, 2002 fick företaget en order på 1 070 lastbilar, det rör sig bland annat om Tatra terränggående lastbilar. Även till den israeliska försvarsmakten har Tatra levererat lastbilar. Zuzana 2 (artillerisystem) är baserat på ett 8x8 chassi med Tatra T3B-928.70 dieselmotor.
I februari 2008 presenterade Tatra världens första luftkylda V8-motor som klarar de nya Euro 5-miljökraven. 
Tatra deltar i rallyn världen runt med sina lastbilar och har vunnit Dakarrallyt sex gånger genom den tjeckiske föraren and Karel Loprais, med modellen Tatra T815.

## Museum
I Tatras hemstad Kopřivnice finns ett Tatra-museum.

## Personbilsmodeller
- Tatra 11
- Tatra 12
- Tatra 57
- Tatra 77
- Tatra 87
- Tatra 97
- Tatra T600 ("Tatraplan")
- Tatra 603
- Tatra 613
- Tatra 700

## Lastbilstillverkning

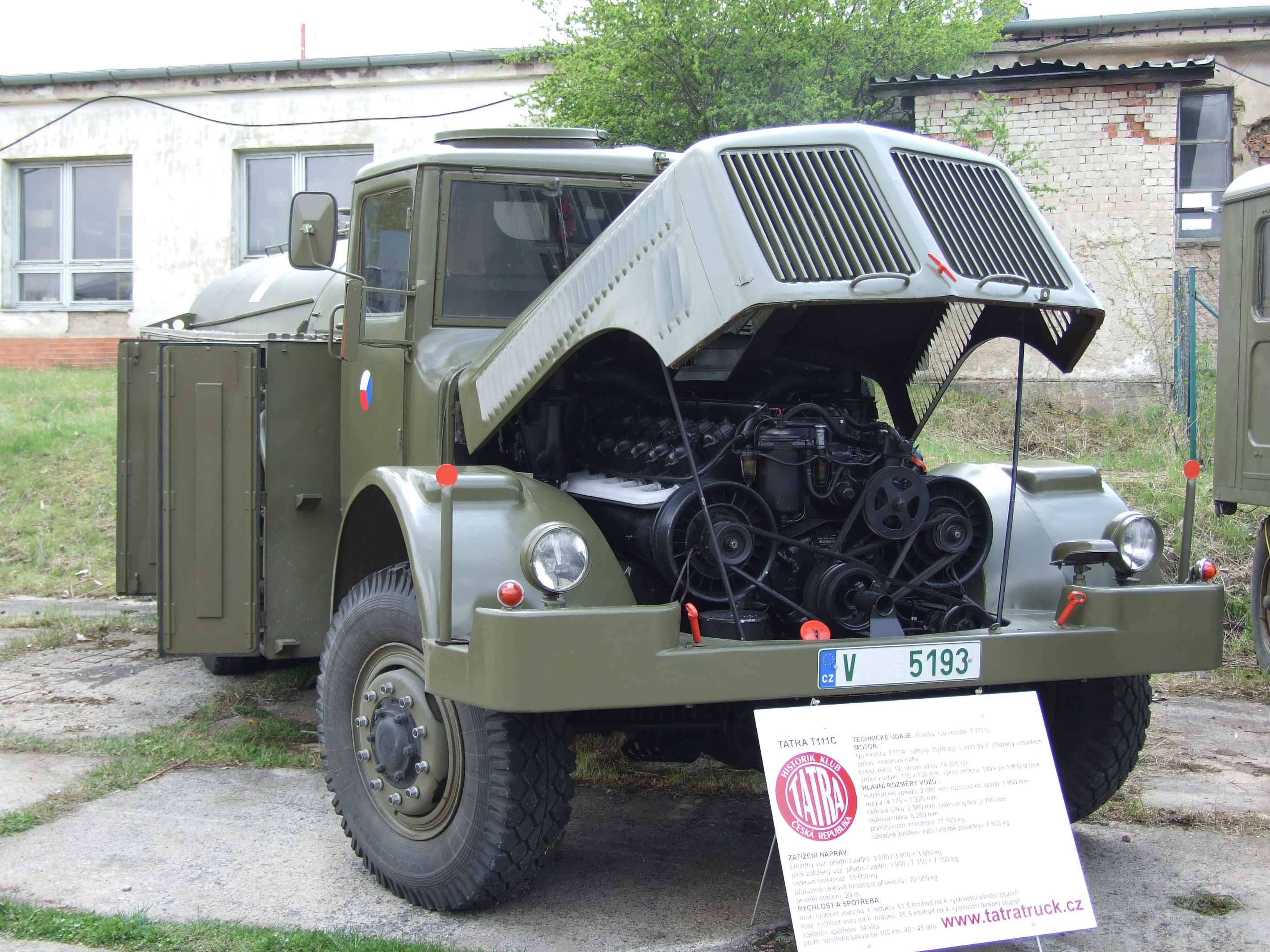
Tatra T111

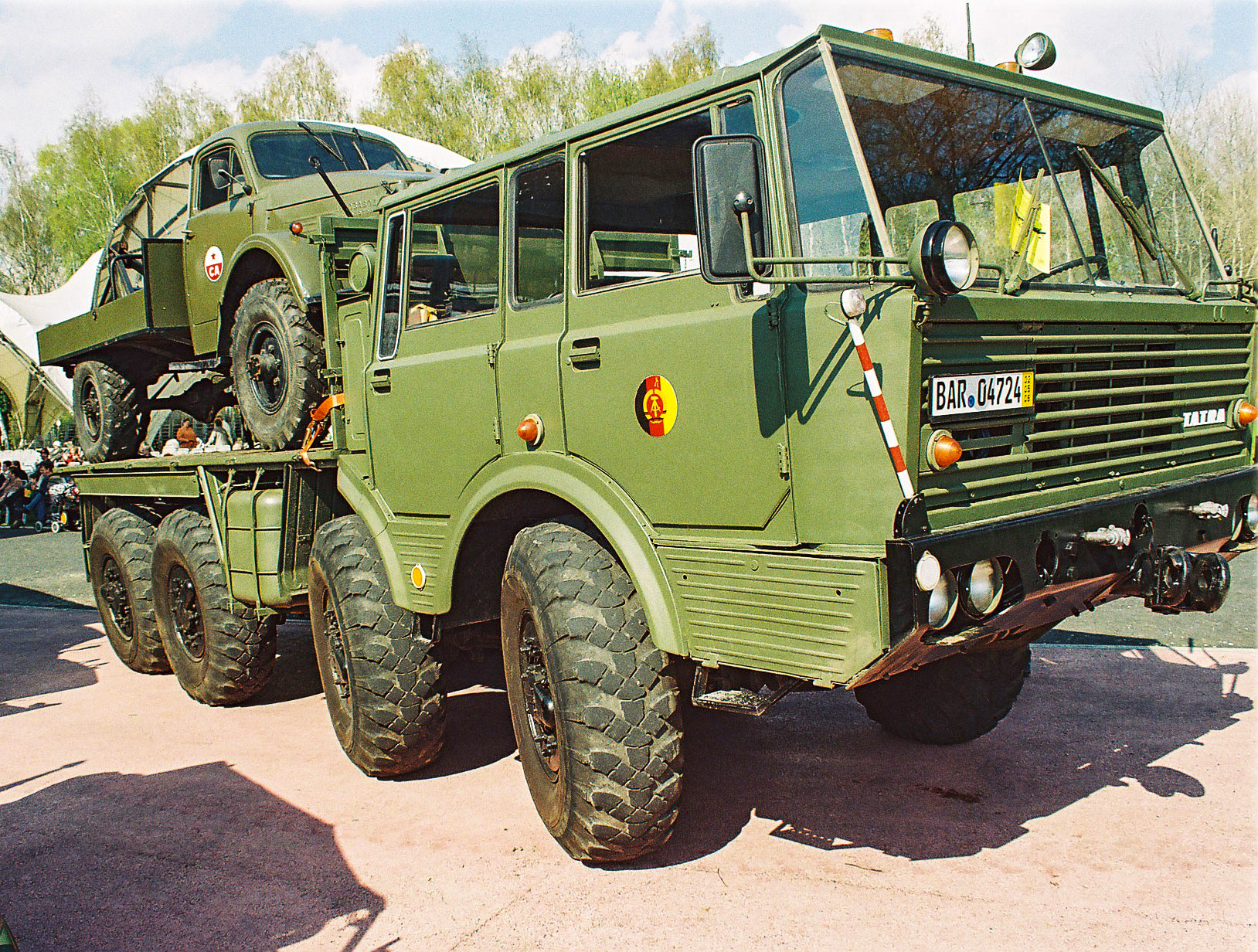
Tatra T813

Den första lastbilen tillverkades 1898 men först 1914 började företaget med serietillverkning av lastbilar som en följd av första världskriget. 1915 tillverkades 105 lastbilar och 1916 var antalet tillverkade lastbilar 196. Efter 1917 minskade produktionen. Den mest populära innan andra världskriget var Tatra 27 som tillverkades under 17 år (1930-1947) i 7 620 exemplar. Under andra världskrigets tyska ockupation av Tjeckien byggdes lastbilar för Wehrmacht. 1942 började man tillverka T111 som under 20 års tid fram till 1962 tillverkades i 33 690 exemplar. Här återfinns företagets första luftkylda V12-dieselmotor. 
Lastbilarna har utmärkt sig i tuffa klimat i Sibirien och Dakarrallyt där bilarnas robusthet och enkelhet kommer till sin rätt under svåra förhållanden. En viktig del har varit militära beställningar. Förutom Tjeckoslovakien och Tjeckien har även den finska försvarsmakten Tatra-lastbilar, 1985-1987 köpte man in TATRA 815 som raketkastarfordon.
1967 började tillverkningen av Tatras välkända terränglastbilar med T813. För T813 hade man utvecklat en nya V12-motor. 1982 följdes modellen upp av T815 som under 1990-talet moderniserades till T815-2. Under senare år har man även samarbetat med Renault i att ta fram en ny lastbil för Tjeckiens försvarsmakt och 2005 beställde den tjeckiska staten T810-modellen.

### Lastbilsmodeller
- Tatra T111
- Tatra T128
- Tatra T138
- Tatra T805
- Tatra T813
- Tatra T815

- Tatra TERRNo.1
- Tatra Jamal
- Tatra Armax
- Tatra Force

## Spårfordon

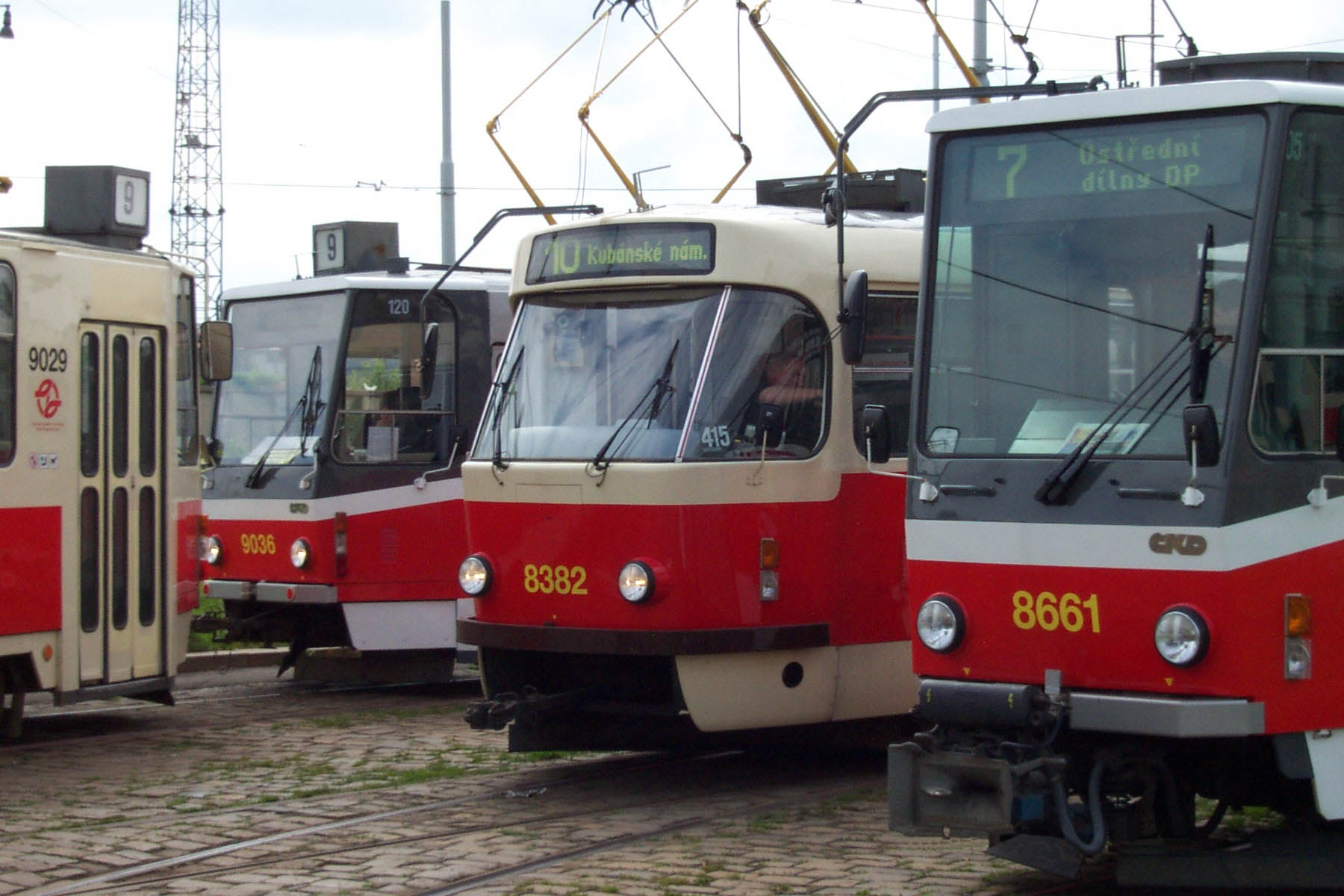
Spårvagnar tillverkade av ČKD Tatra (2004)

Tatra har även tillverkat motorvagnar och spårvagnar vilket idag görs av ČKD Tatra som ingår i Siemens. Tatra började tillverkning av järnvägsvagnar och senare spårvagnar i slutet av 1800-talet. 1935-1946 ingick man i Ringhoffer-Tatra innan koncernen splittrades. Tillverkningen av spårvagnar med namnet Tatra kom efter 1946 att tillverkas av Československé vagónky Tatra i Studénka och av Vagonka Tatra i Smíchov som senare blev ČKD Tatra som ingick i ČKD. Tatra i Kopřivnice tillverkar sedan dess bara vägfordon. 
Spårvagnsexporten var stor till de forna öststaterna. Begagnade Tatraspårvagnar från Berlin, modell T6A2, används sedan 2011 i Norrköping.